# Eriocaulon pygmaeum
Eriocaulon pygmaeum là một loài thực vật có hoa trong họ Eriocaulaceae. Loài này được Sol. ex Sm. mô tả khoa học đầu tiên năm 1809.